# Miejska wieża ciśnień w Brodnicy

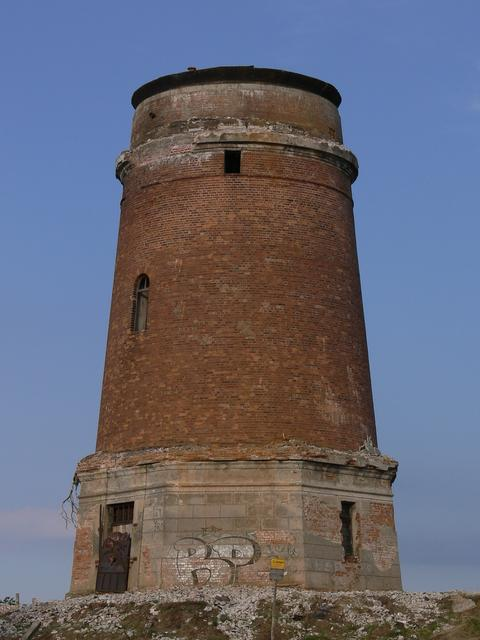
Stan po rozbiórce, lipiec 2006 r., widok od strony zachodniej

Miejska wieża ciśnień w Brodnicy położona jest w południowej części miasta Brodnica, przy ulicy Podgórnej 27 (obecnie za stacją paliw). Miała przed rozbiórką około 24 metrów wysokości. Podstawa ma kształt ośmiokąta, którego przeciwległe boki oddalone są od siebie o około 10 metrów. Stoi w otwartym terenie, na brzegu kilkumetrowej skarpy, zwanej niegdyś Górą Wisielców, opadającej w stronę Podgórnej (i Drwęcy zarazem).

## Historia
Zbudowana została w roku 1905. Jednym z pracowników obsługujących Wieżę przed II wojną światową był Władysław Lewandowski (po wojnie stróżował na część etatu). W roku 1954 przeprowadzono kapitalny remont zbiornika. Do roku 1985 Wieża była podłączona do sieci wodociągów, ale od jakiegoś czasu pełniła już tylko rolę awaryjną.
Według Jerzego Wiśniewskiego z Toruńskich Wodociągów, w roku 1975 po kolejnej reformie administracyjnej w PRL-u wraz z powstaniem województwa toruńskiego Wieża (wraz z innymi obiektami wodociągowymi) przeszła pod zarządzanie Wojewódzkiego Przedsiębiorstwa Wodociągów i Kanalizacji w Toruniu. W roku 1994 zakłady wodociągowe zostały skomunalizowane. Wspomniany pracownik twierdzi też, że Toruńskie Wodociągi nie posiadają żadnych archiwaliów obejmujących inne miejsca niż Toruń.
Między Wieżą a ul. Podgórną znajdował się kiedyś piaszczysty plac, służący jako targowisko wiejskie. Jeszcze w lutym roku 1996 można było tam spotkać w dni targowe rolników przywożących towar wozami konnymi lub ciągnikami. Pod koniec czasów PRL-u obok targowiska funkcjonowały też pijalnia piwa i drewniany sklep spożywczy.
W 1999 mimo protestów okolicznych mieszkańców na placu wybudowano stację paliw, a targowisko przeniesiono na Aleję Leśną. Część budynku pijalni została włączona do zabudowy stacji. Wieża została ogrodzona płotem, regularnie dewastowanym.
W drugiej połowie marca 2001 został zrobiony wyłom w żelbetonowej płycie wokół zbiornika. 16 lipca 2001 podczas burzy odpadła cała płyta obok wspomnianej. W lutym 2002 Wieża wraz z działką gruntu zostały wystawione przez Urząd Miasta w Brodnicy na aukcję po cenie wywoławczej 5000 zł i za tyle sprzedane osobom, których nazwisk pracownicy Urzędu nie chcą ujawnić. W sierpniu (prawdopodobnie 5.08) 2005 odpadły dwie płyty obok tej, która spadła 4 lata wcześniej.
W roku 2006 wojewódzki konserwator zabytków, który jak dotąd nie zgadzał się na projekty przebudowy Wieży, oddał sprawę w ręce Powiatowego Inspektoratu Nadzoru Budowlanego w Brodnicy. Inspektor Witold Sosnowski wydał nakaz rozbiórki górnej części Wieży, to znaczy zbiornika i jego żelbetonowej obudowy. Na początku czerwca 2006 trzy osoby – wśród nich prawdopodobnie jeden z właścicieli – zaczęły demontować górę Wieży, przy okazji uszkadzając dolne części. Prace ustały około 20 lipca 2006: ze zbiornika pozostała podstawa w kształcie wycinka sfery będąca teraz najwyższym jej punktem.
W artykule Gazety Pomorskiej z 27 sierpnia 2005 znajduje się cytat ze strony internetowej Urzędu Miasta mówiący, że konserwator zabytków nie zgodził się na zamianę obecnego walca wokół basenu na drewniany ośmiobok.